# Guardamar de la Safor
Guardamar de la Safor – gmina w Hiszpanii, w prowincji Walencja, we wspólnocie autonomicznej Walencja, o powierzchni 1,1 km². W 2011 roku liczyła 497 mieszkańców.